# 1193
Il 1193 (MCXCIII in numeri romani) è un anno  del XII secolo.

## Eventi
- 14 agosto - Filippo II Augusto sposa Ingeburge di Danimarca
- 5 novembre - Il sinodo di Compiègne, accogliendo le richieste di Filippo II, dichiara la nullità del suo matrimonio

## Nati
- 28 luglio - Kujō Michiie, poeta giapponese († 1252)
- Federico II di Altena, nobile tedesco († 1226)
- Guglielmo di Ferrers, V conte di Derby, nobile inglese († 1254)
- Minhaj-i Siraj Juzjani, storico persiano
- Raimondo di Baux, nobile († 1236)

## Morti
- 4 marzo - Saladino, sovrano e condottiero curdo (n. 1138)
- 6 aprile - Guigo II, teologo e monaco cristiano francese (n. 1114)
- 21 luglio - Matteo da Salerno, funzionario e politico italiano
- 23 settembre - Robert de Sablé, militare francese
- 20 ottobre - Burgundio Pisano, giurista e traduttore italiano (n. 1110)
- 23 dicembre - Torlaco, vescovo cattolico e abate islandese (n. 1133)
- 24 dicembre - William d'Aubigny, II conte di Arundel, conte
- 24 dicembre - Ruggero III di Sicilia, nobile (n. 1175)
- 25 dicembre - Obizzo I d'Este, nobile italiano
- Baliano di Ibelin, cavaliere medievale e generale francese
- Teodoro Castamonite, funzionario e nobile bizantino
- Düsum Khyenpa, monaco buddhista tibetano (n. 1110)
- Azzo V d'Este, nobile italiano (n. 1125)
- Efrosin'ja Mstislavna, nobildonna (n. 1130)
- Rashid al-Din Sinan, personalità religiosa arabo
- Sultan Scià di Corasmia
- Salinguerra Torelli, nobile e politico italiano
- Bernardo IV d'Armagnac, nobile francese
- Manfredo del Vasto, nobile

## Calendario
| Calendario 1193 | Calendario 1193 | Calendario 1193 | Calendario 1193 | Calendario 1193 | Calendario 1193 | Calendario 1193 | Calendario 1193 | Calendario 1193 | Calendario 1193 | Calendario 1193 | Calendario 1193 | Calendario 1193 | Calendario 1193 | Calendario 1193 | Calendario 1193 | Calendario 1193 | Calendario 1193 | Calendario 1193 | Calendario 1193 | Calendario 1193 | Calendario 1193 | Calendario 1193 | Calendario 1193 | Calendario 1193 | Calendario 1193 | Calendario 1193 | Calendario 1193 | Calendario 1193 | Calendario 1193 | Calendario 1193 | Calendario 1193 | Calendario 1193 |
| --------------- | --------------- | --------------- | --------------- | --------------- | --------------- | --------------- | --------------- | --------------- | --------------- | --------------- | --------------- | --------------- | --------------- | --------------- | --------------- | --------------- | --------------- | --------------- | --------------- | --------------- | --------------- | --------------- | --------------- | --------------- | --------------- | --------------- | --------------- | --------------- | --------------- | --------------- | --------------- | --------------- |
|                 | 1               | 2               | 3               | 4               | 5               | 6               | 7               | 8               | 9               | 10              | 11              | 12              | 13              | 14              | 15              | 16              | 17              | 18              | 19              | 20              | 21              | 22              | 23              | 24              | 25              | 26              | 27              | 28              | 29              | 30              | 31              |                 |
| Gennaio         | Ve              | Sa              | Do              | Lu              | Ma              | Me              | Gi              | Ve              | Sa              | Do              | Lu              | Ma              | Me              | Gi              | Ve              | Sa              | Do              | Lu              | Ma              | Me              | Gi              | Ve              | Sa              | Do              | Lu              | Ma              | Me              | Gi              | Ve              | Sa              | Do              |                 |
| Febbraio        | Lu              | Ma              | Me              | Gi              | Ve              | Sa              | Do              | Lu              | Ma              | Me              | Gi              | Ve              | Sa              | Do              | Lu              | Ma              | Me              | Gi              | Ve              | Sa              | Do              | Lu              | Ma              | Me              | Gi              | Ve              | Sa              | Do              |                 |                 |                 |                 |
| Marzo           | Lu              | Ma              | Me              | Gi              | Ve              | Sa              | Do              | Lu              | Ma              | Me              | Gi              | Ve              | Sa              | Do              | Lu              | Ma              | Me              | Gi              | Ve              | Sa              | Do              | Lu              | Ma              | Me              | Gi              | Ve              | Sa              | Do              | Lu              | Ma              | Me              |                 |
| Aprile          | Gi              | Ve              | Sa              | Do              | Lu              | Ma              | Me              | Gi              | Ve              | Sa              | Do              | Lu              | Ma              | Me              | Gi              | Ve              | Sa              | Do              | Lu              | Ma              | Me              | Gi              | Ve              | Sa              | Do              | Lu              | Ma              | Me              | Gi              | Ve              |                 |                 |
| Maggio          | Sa              | Do              | Lu              | Ma              | Me              | Gi              | Ve              | Sa              | Do              | Lu              | Ma              | Me              | Gi              | Ve              | Sa              | Do              | Lu              | Ma              | Me              | Gi              | Ve              | Sa              | Do              | Lu              | Ma              | Me              | Gi              | Ve              | Sa              | Do              | Lu              |                 |
| Giugno          | Ma              | Me              | Gi              | Ve              | Sa              | Do              | Lu              | Ma              | Me              | Gi              | Ve              | Sa              | Do              | Lu              | Ma              | Me              | Gi              | Ve              | Sa              | Do              | Lu              | Ma              | Me              | Gi              | Ve              | Sa              | Do              | Lu              | Ma              | Me              |                 |                 |
| Luglio          | Gi              | Ve              | Sa              | Do              | Lu              | Ma              | Me              | Gi              | Ve              | Sa              | Do              | Lu              | Ma              | Me              | Gi              | Ve              | Sa              | Do              | Lu              | Ma              | Me              | Gi              | Ve              | Sa              | Do              | Lu              | Ma              | Me              | Gi              | Ve              | Sa              |                 |
| Agosto          | Do              | Lu              | Ma              | Me              | Gi              | Ve              | Sa              | Do              | Lu              | Ma              | Me              | Gi              | Ve              | Sa              | Do              | Lu              | Ma              | Me              | Gi              | Ve              | Sa              | Do              | Lu              | Ma              | Me              | Gi              | Ve              | Sa              | Do              | Lu              | Ma              |                 |
| Settembre       | Me              | Gi              | Ve              | Sa              | Do              | Lu              | Ma              | Me              | Gi              | Ve              | Sa              | Do              | Lu              | Ma              | Me              | Gi              | Ve              | Sa              | Do              | Lu              | Ma              | Me              | Gi              | Ve              | Sa              | Do              | Lu              | Ma              | Me              | Gi              |                 |                 |
| Ottobre         | Ve              | Sa              | Do              | Lu              | Ma              | Me              | Gi              | Ve              | Sa              | Do              | Lu              | Ma              | Me              | Gi              | Ve              | Sa              | Do              | Lu              | Ma              | Me              | Gi              | Ve              | Sa              | Do              | Lu              | Ma              | Me              | Gi              | Ve              | Sa              | Do              |                 |
| Novembre        | Lu              | Ma              | Me              | Gi              | Ve              | Sa              | Do              | Lu              | Ma              | Me              | Gi              | Ve              | Sa              | Do              | Lu              | Ma              | Me              | Gi              | Ve              | Sa              | Do              | Lu              | Ma              | Me              | Gi              | Ve              | Sa              | Do              | Lu              | Ma              |                 |                 |
| Dicembre        | Me              | Gi              | Ve              | Sa              | Do              | Lu              | Ma              | Me              | Gi              | Ve              | Sa              | Do              | Lu              | Ma              | Me              | Gi              | Ve              | Sa              | Do              | Lu              | Ma              | Me              | Gi              | Ve              | Sa              | Do              | Lu              | Ma              | Me              | Gi              | Ve              |                 |